# Petrokaravo (Saronischer Golf)
Petrokaravo (griechisch Πετροκάραβο = Steinschiff) ist die größte Felsinsel der gleichnamigen Inselgruppe, die auch Saronida Porou (griechisch Σαρωνίδα Πόρου = Saronische Inseln von Poros) genannt wird. Sie liegt etwa 5,5 km östlich der Halbinsel Methana, 6,7 km südlich von Ägina und 6 km nördlich von Poros.

## Beschreibung
Die hell leuchtenden Kalkfelsen der Felsinsel Petrokaravo sind weithin sichtbar. Sie ist etwa 80 m lang, 50 m breit und 40 m hoch.
Die Inselgruppe besteht aus sechs Felsinseln, die sich auf einer Linie von Südwest nach Nordost auf etwa 500 m verteilen. Die südwestlichste Insel ist nach dem Meergott Triton (griechisch Τρίτων) benannt.
Die Inselgruppe liegt auf dem Gebiet eines Marineschießplatzes und die Felsinsel diente oftmals als Zielobjekt. Am 5. November 2018 forderte der Regionalgouverneur der Saronische Inseln Panagiotis Hatziperos in einem Brief an den griechischen Verteidigungsminister Panos Kammenos den Schießplatz aufzugeben. Man wolle Petrokaravo als Naturdenkmal erhalten und das Ökosystem schützen. Außerdem wäre eine gefahrlose Nutzung nicht mehr möglich, da viele Fährverbindungen in der Nähe verliefen und Petrokaravo von Fischer- und Segelbooten regelmäßig angesteuert würde.

## Schiffsunglück
Am frühen Morgen des 1. November 2007 lief im Nebel das Tankschiff Agia Zoni hier auf Grund. Es hatte 1240 t Dieselkraftstoff geladen, die in der Folge in ein anderes Tankschiff umgeladen und abtransportiert werden konnten. Die Besatzung überstand den Unfall unverletzt.